# Circuit de Chenevières
Le circuit de Chenevières, ou pôle des sports mécaniques de Lorraine, est un circuit automobile situé dans la commune de Chenevières, en Meurthe-et-Moselle et en région Grand Est, long de 3,5 km sur 15 à 10 mètres de large.
Il a été construit sur des anciennes installations militaires aériennes de l'United States Air Forces in Europe, sur un terrain d'une superficie de 40 hectares,,. 

## Historique
Au début des années 1970, un circuit de rallycross y fut aménagé sous le sponsoring d'un important marchand de meubles lorrain (les meubles Foissey, dont le siège était à Lunéville).
Pour répondre aux cahiers des charges de cette discipline, les sections « en dur » du circuit empruntaient les anciens taxiways bétonnés de la base aérienne tandis que les parties en terre battue avaient été réalisées à la niveleuse puis compactées. Le circuit dit « des meubles Foissey » accueillit pendant plus d'une décennie de nombreuses épreuves de rallycross, à l'époque où cette discipline automobile commençait à se faire connaître en France et où d'autres circuits dédiés étaient créés dans d'autres régions. 
Le circuit de Chenevières accueillit ainsi chaque année, devant un nombreux public qui pouvait atteindre les vingt-cinq mille spectateurs, une manche du championnat de France de cette discipline. Mais il accueillit aussi à plusieurs reprises des manches du championnat d'Europe où se confrontaient alors les stars du rallycross de l'époque : les pilotes scandinaves ou autrichiens comme Andy Benza ou bien britanniques. Le circuit de rallycross de Chenevières a ainsi contribué à populariser cette discipline en France.
Il appartient aujourd'hui à la société Transalliance qui a créé un circuit désormais entièrement asphalté. Il sert à la formation des chauffeurs poids-lourds mais accueille aussi de nombreuses journées de roulage en automobile et à moto.